# Sretenski boulvar (métro de Moscou)
Sretenski boulvar (en russe : Сре́тенский бульва́р et en anglais : Sretensky Bulvar) est une station de la ligne Lioublinsko-Dmitrovskaïa (ligne 10 verte) du métro de Moscou, située sur le territoire de l'arrondissement Krasnosselski dans le district administratif central de Moscou.

## Situation sur le réseau

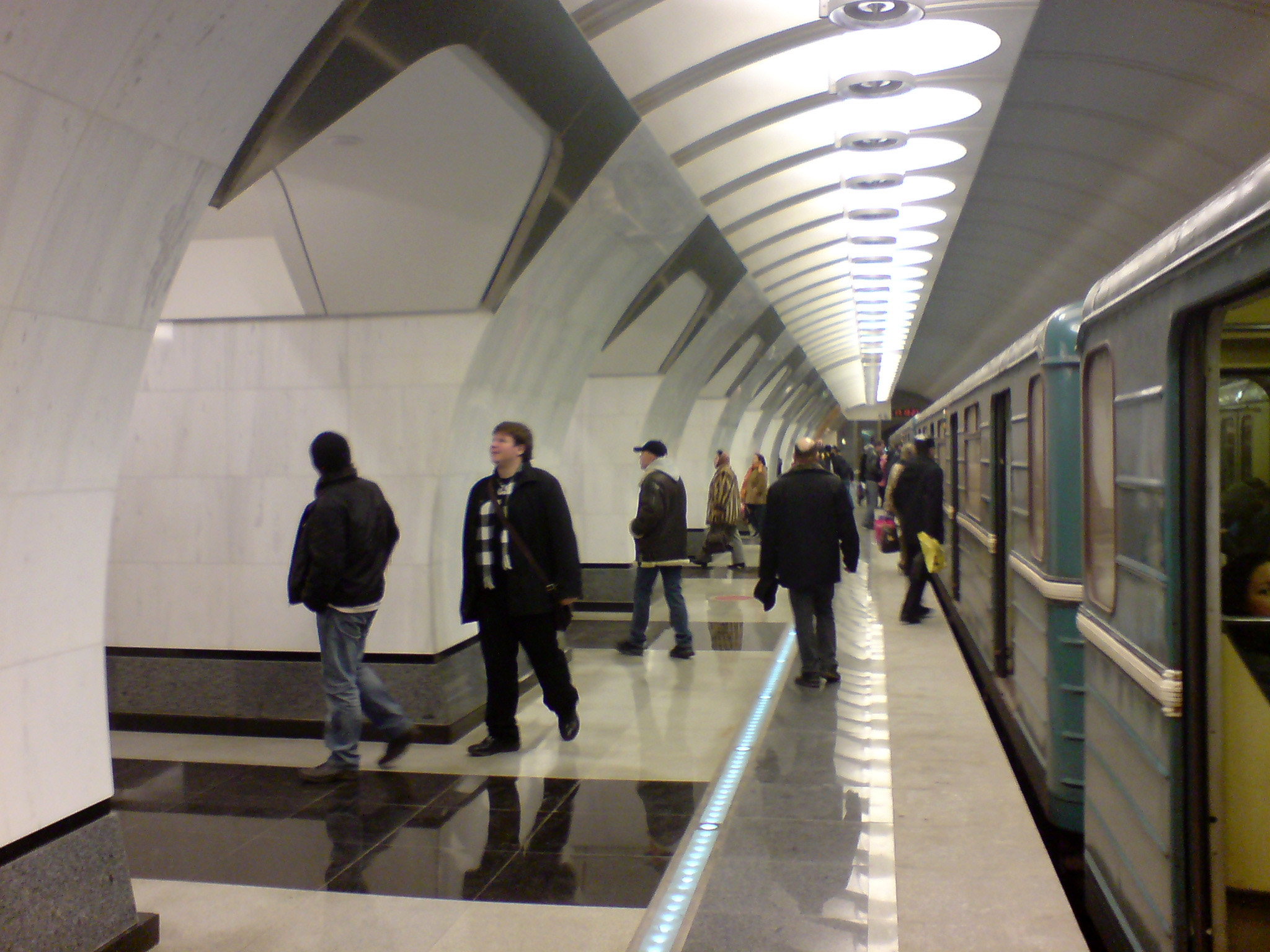
Sretenski boulvar (métro de Moscou).

Établie en souterrain, à 60 mètres sous le niveau du sol, la station Sretenski boulvar est située au point 3+43,83 de la ligne Lioublinsko-Dmitrovskaïa (ligne 10 verte), entre les stations Troubnaïa (en direction de Petrovsko-Razoumovskaïa) et Tchkalovskaïa (en direction de Ziablikovo).